# Lijst van hertogen van Pommeren
Dit is een lijst van hertogen van Pommeren.

## Hertogdom Oost-Pommeren of Pommerellen
in Pommerellen;
- rond 979 onderworpen door hertog Mieszko I van Polen; sinds de 11e eeuw onder lokale heersers
- rond 1046: Siemomysl
- 1106: Swantibor
- 1109, 1113-1121: Swantopolk I
- 1155-1178: Subislaw I
- 1178-1207: Sambor I
- 1207-1220: Mestwin I

- 1220-1271 deling in Pommeren-Belgard, Pommeren-Danzig, Pommeren-Lubiszewo en Pommeren-Schwetz

- 1260-1266: Swantopolk II de Grote
- 1271-1294: Mestwin II
- 1294-1296: Przemysl II, hertog en koning van Polen
- 1296-1299: Wladislaus I, hertog van Koejavië
- 1299-1305: Wenceslaus II, koning van Bohemen en van Polen
- 1305-1306: Wenceslaus III, koning van Bohemen en Polen)
- 1306-1309: Wladislaus I, hertog van Koejavië (opnieuw)
- 1309-1454: Bezit van de Duitse Orde
- 1454-1466: Oorlog tussen Polen en de Duitse Orde
- 1466-1772: Woiwodschap Pommeren (deel van het koninkrijk Polen)
- 1772-1919: West-Pruisen (deel van Pruisen)

### Hertogdom Belgard/Białogarda
in Białogarda
- 1207: Subislaw II
- 1215/1229-1257: Racibor
- sinds 1257 deel van Oost-Pommeren

### Hertogdom Danzig/Gdańsk of Pommerellen
in Gdańsk
- tot 1215 deel van het hertogdom Oost-Pommeren
- 1215-1266: Swantopolk II de Grote
- 1266-1271: Wartislaw II
- sinds 1271 deel van het hertogdom Oost-Pommeren

### Hertogdom Lubiszewo
in Lubiszewo
- 1178-1200/1207: Grzymislaw II
- 1215/1228-1266/1278: Sambor II
- sinds 1266/1278 deel van het hertogdom Oost-Pommeren

### Hertogdom Schwetz/Swiecie
in Swiecie
- tot 1178 deel van Oost-Pommeren
- 1178-1200/1207: Grzymislaw II
- 1215/1223-1229/1230: Wratislaw I
- 1229-1255/1266: Swantopolk II de Grote
- 1255/1266-1271: Mestwin II
- sinds 1271 deel van het verenigde Hertogdom Oost-Pommeren

## Hertogdom Midden-Pommeren of de landen van Schlawe-Stolp

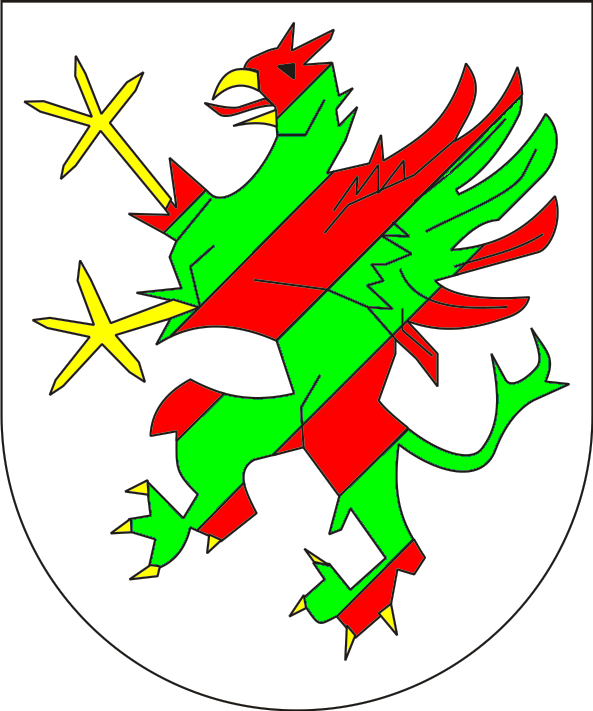
Hertogdom der Wenden (Schlawe-Stolp)

- ?-1156: Ratibor I (sinds 1147/8 ook hertog van West-Pommeren)
- tot rond 1190 deel van West-Pommeren
- 1190-1223: Bogislaw III
- 1223-1238: Ratibor II
- 1238-1316: deel van Oost-Pommeren
- sinds 1316 als Hertogdom Stolp deel van het Hertogdom Wolgast (West-Pommeren)

## Hertogdom West-Pommeren of Pommeren in engere zin
- 1121: Swantopolk I
- 1121- voor 1147/8: Wartislaw I
- 8-1156: Ratibor I
- 1156-1180: Bogislaw I en Casimir I
- 1180-1187: Bogislaw I

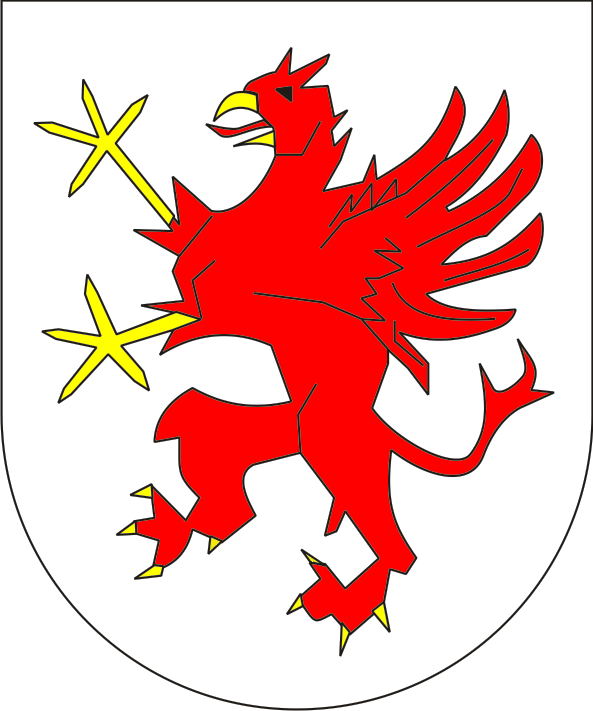
Hertogdom Pommeren

- 1187-1220: Bogislaw II en Casimir II

Deling van het hertogdom na 1202, tot 1264 in Pommeren-Stettin en Pommeren-Demmin, sinds 1295 in Pommeren-Wolgast en Pommeren-Stettin. Hertogen over geheel Pommeren:
- 1220-1278: Barnim I
- 1278-1295: Barnim II, Otto I en Bogislaw IV
- 1478-1523: Bogislaw X de Grote
- 1523-1531: George I en Barnim IX
- 1625-1637: Bogislaw XIV
- sinds 1637 behoorde Voor-Pommeren met Stettin tot Zweden
- 1637-1657 behoorden de landen van Lauenburg en Bütow als vervallen lenen direct tot Polen, daarna tot Brandenburg
- sinds 1648 behoorde het oosten van West-Pommeren (Achter-Pommeren) tot Brandenburg

### Hertogdom Stettin/Szczecin
in Szczecin

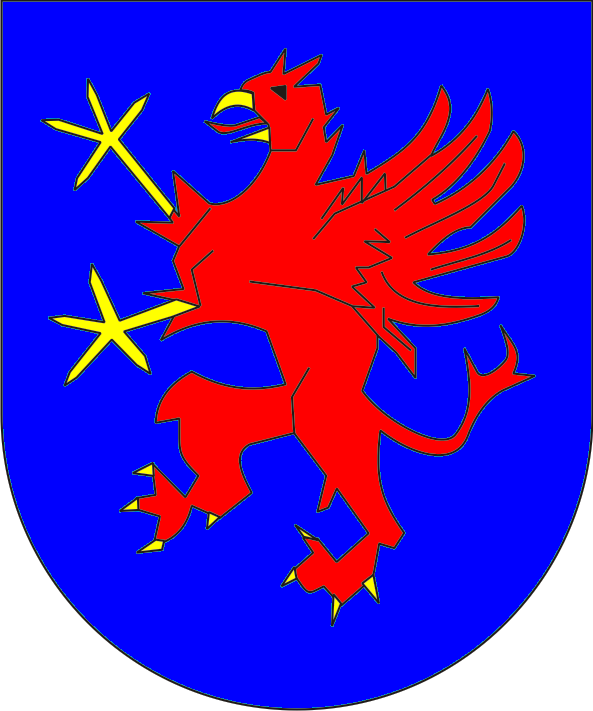
Hertogdom Stettin

- tot 1160/1295 deel van het hertogdom West-Pommeren of Pommeren
- 1160-1187: Bogislaw I
- 1156-1180: Bogislaw I en Casimir I
- 1202-1220: Bogislaw II
- 1220-1278: Barnim I
- 1278-1295: Barnim II, Otto I en Bogislaw IV
- 1295-1344: Otto I
- 1344-1368: Barnim III
- 1368-1372: Casimir III
- 1372-1404: Swantibor I en Bogislaw VII
- 1404-1413: Swantibor I
- 1413-1428: Otto II en Casimir V
- 1428-1435: Casimir V
- 1435-1451: Joachim I
- 1451-1464: Otto III
- 1464-1474: Erik II
- 1474-1523: Bogislaw X
- 1523-1531: George I en Barnim IX
- 1531-1569: Barnim IX
- 1569-1600: Jan Frederik
- 1600-1603: Barnim X
- 1603-1606: Bogislaw XIII
- 1606-1618: Filips II
- 1618-1620: Frans I
- 1620-1625: Bogislaw XIV
- sinds 1625 deel van het verenigde hertogdom (West-)Pommeren

### Hertogdom Wolgast
in Wolgast

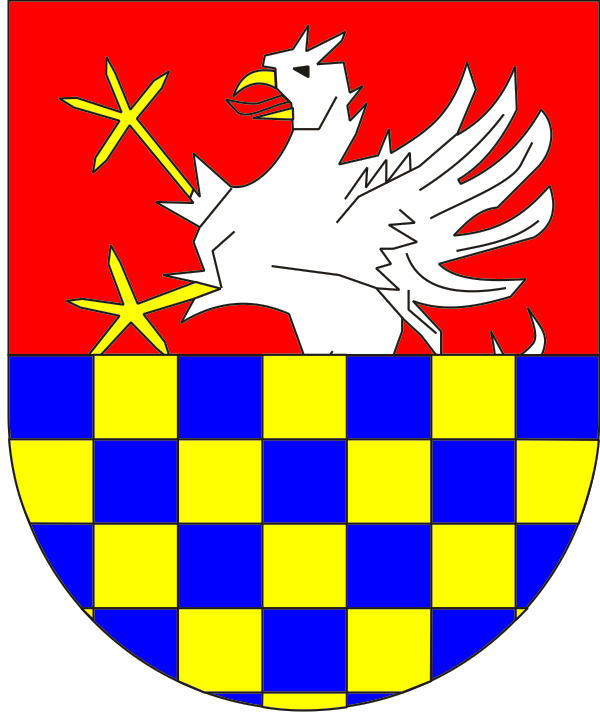
Hertogdom Wolgast

- tot 1295 deel van het hertogdom (West-)Pommeren
- 1295-1309: Bogislaw IV
- 1309-1326: Wartislaw IV
- 1326-1365: Bogislaw V, Wartislaw V en Barnim VI
- 1365-1368: Bogislaw V, Wartislaw V
- 1368-1376: Bogislaw VI, Wartislaw V
- 1376-1393: Bogislaw VI
- 1393-1394: Wartislaw VI
- 1394-1405: Barnim VI
- 1405-1451: Barnim VII en Wartislaw IX
- 1451-1457: Wartislaw IX
- 1457-1474: Erik II
- 1474-1478: Wartislaw X
- 1478-1523: Bogislaw X
- 1523-1531: Barnim IX en George I
- 1532-1560: Filips I
- 1567-1569: Bogislaw XIII, Ernst Lodewijk, Jan Frederik en Barnim X
- 1569-1592: Ernst Lodewijk
- 1592-1625: Filips Julius
- sinds 1625 deel van het verenigde Hertogdom West-Pommeren

### Hertogdom Barth (1368/72 en 1454 deel van Pommeren-Wolgast)
in Barth

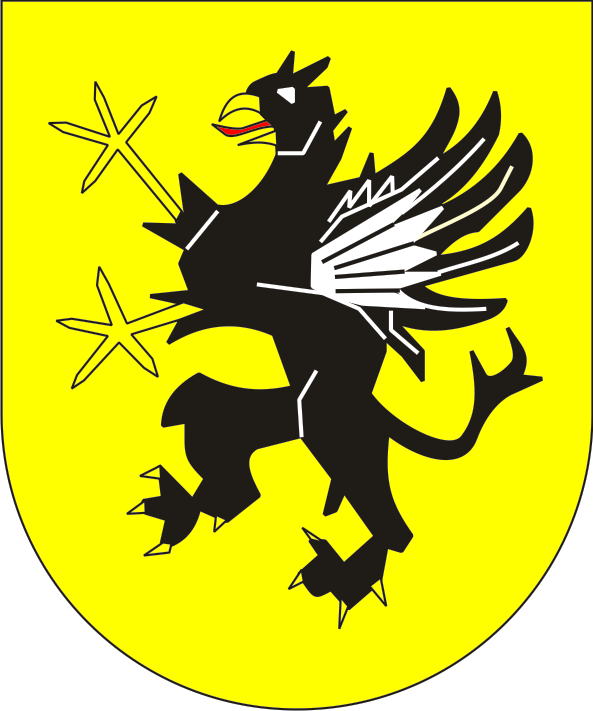
Hertogdom Barth

- tot 1376 deel van het hertogdom Wolgast
- 1376-1415: Wartislaw VI
- 1394-1415: Wartislaw VII
- 1415-1451: Barnim VIII
- 1457-1478: Wartislaw IX
- 1478-1531: deel van het hertogdom (West-)Pommeren
- 1531-1569: deel van het hertogdom Wolgast
- 1569-1605: Bogislaw XIII
- sinds 1603 deel van het hertogdom Stettin

### Hertogdom Rügenwalde/Darlowo
in Darlowo
- 1569-1603: Barnim X
- 1603-1606: Bogislaw XIII
- 1606-1617: George III, Bogislaw XIV
- 1617-1622: Bogislaw XIV

### Hertogdom Demmin
in Demmin
- tot 1160 deel van het hertogdom Pommeren
- 1160-1180: Casimir I
- 1202-1219/20: Casimir II
- 1219/20-1264: Wartislaw III
- sinds 1264 verenigd met Stettin

### Hertogdom Stolp/Słupsk
in Słupsk
- tot rond 1190 deel van West-Pommeren
- 1190-1316: deel van het hertogdom Schlawe (deel van Oost-Pommeren)
- 1316-1368: deel van het hertogdom Wolgast
- 1368-1373: Bogislaw V
- 1374-1377: Casimir IV
- 1377-1395: Wartislaw VII
- 1395-1402: Bogislaw VIII en Barnim V
- 1402-1403: Barnim V
- 1403-1418: Bogislaw VIII
- 1418-1446: Bogislaw IX
- 1449-1459: Erik I
- sinds 1459 deel van het hertogdom Wolgast

### Hertogdom Stargard
in Stargard
- tot 1377 deel van het hertogdom Stolp
- 1377-1402: Bogislaw VIII en Barnim V
- 1402-1418: Bogislaw VIII
- 1418-1446: Bogislaw IX
- 1449-1459: Erik I
- sinds 1459 deel van het hertogdom Wolgast

## Vorstendom Rügen
in Rügen

Vorstendom Rügen

- 1168-1325: Deens leen onder lokale heersers
- 1162-1170: Tezlaw
- 1170-1217: Jaromar I
- 1218-1249: Wizlaw I
- 1249-1260: Jaromar II
- 1260-1302: Wizlaw II
- 1303-1325: Wizlaw III

Sinds 1325 hertogdom Wolgast-Rügen of Rügen-Barth:
- 1325-1326: Wartislaw IV
- 1326-1368: Bogislaw V, Wartislaw V en Barnim IV
- 1368-1372: Wartislaw VI en Bogislaw VI
- 1372-1394: Wartislaw VI
- 1394-1415: Wartislaw VIII
- 1415-1432/6: Swantibor II
- 1432/6-1451: Barnim VIII
- 1451-1457: Wartislaw IX
- 1457-1478: Wartislaw X
- sinds 1474 deel van het hertogdom Wolgast
- sinds 1478 deel van het hertogdom Pommeren